# Félix Blaska
Félix Blaska est un danseur et chorégraphe français né en Union soviétique le 8 mai 1941.
Formé au Conservatoire de Paris, il danse dans la compagnie du marquis de Cuevas puis chez Roland Petit. Il fonde sa compagnie en 1969, puis la dissout dix ans plus tard et rejoint le groupe Pilobus aux États-Unis.
Après diverses expériences à la Juilliard School, il revient en France en 1998.
En 2005, il incarne un danseur et chanteur dans le film Romance and Cigarettes de John Turturro.